# ビジネスケース
ビジネスケース (英: business case)とは、プロジェクトまたはタスクを開始する理由の論理的な説明のこと。多くの場合、適切に構成された文書で提示されるが、短い口頭での合意、プレゼンテーションの形で提示される場合もある。費用や労力などのリソースを消費する場合は、特定のビジネスニーズによる理由付けが必要だというのが、ビジネスケースを作成する論理である。たとえば、ソフトウェアのアップグレードによってシステムパフォーマンス向上を行う場合、「ビジネスケース」としては、パフォーマンスが向上すると、タスク処理時間が短縮され、システムメンテナンスコストが削減され、顧客満足度が向上するため、となる。説得力のあるビジネスケースは、提案されたプロジェクトの定量化可能な特性と定量化不可能な特性の両方を適切に捉えている。
ビジネスケースは、正式なプロジェクト管理方法論で要求される包括的で高度に構造化されたものから、非公式で簡潔なものまでさまざまである。正式なビジネスケースに含まれる情報は、プロジェクトの背景、期待されるビジネス上のメリット、検討されるオプション（各オプションを拒否または繰り越す理由を含む）、プロジェクトの予想されるコスト、ギャップ分析、および予想されるリスクです。非アクティブのコストとリスクを含め、何もしないというオプションも考慮する必要がある。これらの情報から、プロジェクトの正当性が導き出される。ビジネスケースを構築するのはプロジェクトマネージャの仕事ではなく、通常、利害関係者とプロジェクトスポンサーの責任である。 

## ビジネスケースを作成する理由
ビジネスケースは、意思決定者が次のことを確実に行えるように作成される。
- 提案されたプロジェクトは、ビジネスケースに示されている目的と期待される利益に基づいて、代替プロジェクトと比較して価値と相対的な優先順位を持つ。

- ビジネスケースで見つかったパフォーマンス指標は、ビジネスのプロアクティブな実現と行動の変化に使用されることが確認されている。

## 作成と承認のプロセス
ビジネスケースプロセスは、以下を考慮して設計する必要がある。
- 適応可能–提案のサイズとリスクに合わせて調整
- 一貫性–すべてのプロジェクトで同じ基本的なビジネス上の問題に対処
- ビジネス指向–技術的な焦点ではなく、ビジネス上の能力と影響を扱う
- 包括的–完全な評価に関連するすべての要素が含まれる
- 理解しやすい–内容は明らかに関連性があり、論理的であり、要求は厳しいものの、完了と評価を簡単にする
- 測定可能–すべての重要な側面を定量化できるため、その達成度を追跡および測定できる
- 透明性–重要な要素を直接正当化できる
- 説明責任–利益の提供とコストの管理に関する説明責任とコミットメントを明確にする

### ビジネスケースレポートの重要な要素
優れたビジネスケースレポートは、投資決定を行う分野に自信と説明責任をもたらすもので、企業分析とビジネスケースプロセス中に収集されたすべての情報をまとめたものとなる。主な目的は、投資を継続する根拠と正当性を示すことである。推奨される構造は次のとおりである。 
- 序文
- 目次
- エグゼクティブブリーフィング
  - 勧告
  - 結果の要約
  - 決定すべき内容
- 前書き
  - ビジネスドライバー
  - 範囲
  - 財務指標
- 分析
  - 仮定
  - キャッシュフロー計算書（NPVなど）
  - 費用
  - 利点
  - リスク
  - 戦略的オプション
  - 機会費用
- 結論、推奨事項、次のステップ
- 付録

### レビューと承認
プロジェクトのさまざまな段階で、ビジネスケースをレビューして、次のことを確認する必要がある。
- プロジェクト実施の根拠は引き続き有効か
- プロジェクト実施により、ビジネスニーズに解決策が提供されるか

レビューの結果、プロジェクトを途中で終了したり軌道修正する可能性がある。ビジネスニーズが軽減、変更されたとレビューで結論付けられた場合、ビジネスケースも修正される可能性があり、これはプロジェクトに影響を及ぼす。

## 公共部門のプロジェクト
現在、多くの公共部門プロジェクトは、ビジネスケースを通じて事業の必要性を正当化する必要がある。公共部門では、ビジネスケースは財務的および非財務的な費用と便益を考慮した費用便益分析の観点から議論される。これにより、事業に対する社会的・環境的利益の考慮と、経済的影響のより包括的理解が可能になる。